# Desmopachria circularis
Desmopachria circularis är en skalbaggsart som beskrevs av Sharp 1882. Desmopachria circularis ingår i släktet Desmopachria och familjen dykare. Inga underarter finns listade i Catalogue of Life.